# Ambrózfalva
Ambrózfalva är ett mindre samhälle i provinsen Csongrád-Csanád i Ungern. År 2019 hade Ambrózfalva totalt 462 invånare.